# Tapae
Tapae was een versterkte nederzetting van de Daciërs, gelegen nabij het huidige dorp Zeicani in Roemenië. De vesting beschermde de bergpas die toegang gaf tot de ruim 40 kilometer verderop gelegen stad Sarmizegetusa.
Bij Tapae vonden diverse veldslagen plaats tussen de Romeinen en de Daciërs. In het jaar 86 werd het leger van Cornelius Fuscus bij Tapae in een hinderlaag gelokt door de Dacische leider Decebalus; de Romeinen werden verslagen en Fuscus sneuvelde. Twee jaar later lukte het Tettius Julianus wel om de Daciërs uit Tapae te verdrijven. In het jaar 101 vond opnieuw bij Tapae een veldslag plaats, dit keer tussen keizer Trajanus en Decebalus; de Romeinen wisten deze strijd te winnen.
Nadat Dacië was ingelijfd bij het Romeinse Rijk, stichtten zij op 8 kilometer afstand van Tapae een nieuwe stad, genaamd Ulpia Traiana Sarmizegetusa.